# Anastassija Krassouskaja
Anastassija Alehauna Krassouskaja (belarussisch Анастасія Алегаўна Красоўская, russisch Анастасия Олеговна Красовская, * 2. Januar 1999 in Minsk) ist eine belarussische Schauspielerin und Model.

## Leben und Karriere
Krassouskaja wurde am 2. Januar 1999 in Minsk geboren. Ihren Durchbruch hatte sie 2021 mit der Hauptrolle der Lera im Film Gerda.  Für diese Leistung wurde sie beim 74. Internationalen Filmfestival von Locarno mit dem Preis für die beste Schauspielerin ausgezeichnet. Anschließend war sie 2023 in dem Film The White List zu sehen. Im selben Jahr trat sie in der Serie The Boy's Word: Blood on the Asphalt auf. 2024 wurde sie für die Serie A Killer's Mind gecastet.
Neben ihrer Schauspielkarriere ist sie auch als Model tätig und lebt derzeit in China.

## Filmografie (Auswahl)
- 2021: Gerda (Spielfilm)
- 2023: The White List (Spielfilm)
- 2023: The Boy's Word: Blood on the Asphalt (Fernsehserie)
- 2024: A Killer's Mind (Fernsehserie)